# 田亞霍
田亞霍（1995年5月6日—），本名林劭庭，台灣男歌手，畢業於崇右科技大學表演藝術系。

## 經歷
2015從網路發跡，同年被張小燕簽約豐華唱片；培訓將近一年時間，於2016年1月22日以首張個人EP《我是田亞霍》正式出道。
2016年12月16日發行首張個人專輯《It's You & Elvis》。
2017年5月27日舉行個人首場售票演唱會「田亞霍 It’s You & Elvis ² @Legacy台北」並入圍2017HITO流行音樂獎-最受歡迎新人，於2017年7月23日舉辦第二場演唱會「田亞霍 It’s You & Elvis ² @Legacy台中」。
2018年5月發表個人創作作品《有個孩子》，以自己的心路歷程為藍圖而創作出來的歌曲，提醒大家無論如何還是要保持著一顆善良的初心。
2018年8月15日推出最新數位單曲《過路人》，結合饒舌與情歌元素，找來同為網紅出身的馬來西亞歌手「電心少女」蔡恩雨合唱。
2019年8月13日發行第二張個人專輯《UNHERO》。
2020年12月15日 擔任賴晏駒出道七年的第一張作品《UNLOCK》專輯歌曲製作人。
2024年1月成立個人工作室 - 猫少娛樂工作室。

## 個人生活
2020年5月20日，與交往五年的圈外女友劉品妡登記結婚，同年12月妻子懷孕。
2021/8/20 兒子噗噗出生。
2023/3/9  兒子恰恰出生。

## 音樂作品

### 數位上架
| 發行順序 | 名稱                              | 發行時間       | 發行公司       | 曲目                     |
| -------- | --------------------------------- | -------------- | -------------- | ------------------------ |
| 1st      | 《有個孩子》                      | 2018年5月6日   | 豐華唱片       | 曲目 1. 有個孩子         |
| 2nd      | 《過路人 feat.蔡恩雨 》           | 2018年8月15日  | 豐華唱片       | 曲目 1. 過路人           |
| 3th      | 《是誰忍心刀了我 feat.小賴 》     | 2019年10月30日 | 大鵬傳播       | 曲目 1. 是誰忍心刀了我   |
| 4th      | 《愛你愛到無可救藥 feat.徐凱希 》 | 2020年2月14日  | 大鵬傳播       | 曲目 1. 愛你愛到無可救藥 |
| 5th      | 《I'm in love》                   | 2021年5月6日   | 大鵬傳播       | 曲目 1. I'm in love      |
| 6th      | 《做我的新娘》                    | 2021年5月20日  | 大鵬傳播       | 曲目 1. 做我的新娘       |
| 7th      | 《陪你長大》                      | 2022年10月20日 | 大鵬傳播       | 曲目 1. 陪你長大         |
| 8th      | 《被動學》                        | 2023年2月14日  | 大鵬傳播       | 曲目 1. 被動學           |
| 9th      | 《孤獨沐浴》                      | 2024年1月6日   | 猫少娛樂工作室 | 曲目 1. 孤獨沐浴         |

### EP
| 發行順序 | 名稱           | 發行時間      | 發行公司 | 曲目                                       |
| -------- | -------------- | ------------- | -------- | ------------------------------------------ |
| 1st      | 《我是田亞霍》 | 2016年1月22日 | 豐華唱片 | 曲目 1. 我們的情人節 2. 我就是我 3. 能不能 |

### 正規專輯
| 發行順序 | 名稱                 | 發行時間       | 發行公司 | 曲目 |
| -------- | -------------------- | -------------- | -------- | --- |
| 1st      | 《It's You & Elvis》 | 2016年12月16日 | 豐華唱片 | 曲目 1. 夢想家 2. 小醋瓶 3. 形同陌路 4. It's You 5. 打勾勾 6. 賞你一個痛快 7. 不要再見面 8. 安安 9. 有那麼嚴重嗎 10. Summer          |
| 2nd      | 《UNHERO》           | 2019年8月13日  | 大鵬傳播 | 曲目 1. UNHERO 2. 別想我放過你 3. 我累了，你淚了嗎 4. 不想長大 5. 回憶房客 6. 過路人 7. 朋友很簡單 8. 你在哪 9. 有個孩子 10. My Hero |

### 創作歌曲
| 年份   | 歌手   | 曲名                   | 詞 | 曲 | 備註                               |
| ------ | ------ | ---------------------- | -- | -- | ---------------------------------- |
| 2014年 | 田亞霍 | 愛，怎麼停？           |    |    | 未正式發行                         |
| 2015年 | 田亞霍 | 能不能                 |    |    | 收錄在首張EP《我是田亞霍》         |
| 2016年 | 田亞霍 | 一週年紀念日           |    |    | 未正式發行                         |
| 2016年 | 田亞霍 | 小醋瓶                 |    |    | 收錄在首張專輯《It's You & Elvis》 |
| 2016年 | 田亞霍 | 我就是我               |    |    | 收錄在首張EP《我是田亞霍》         |
| 2016年 | 田亞霍 | 魚要水，那你要誰？     |    |    | 未正式發行                         |
| 2016年 | 田亞霍 | 夢想家                 |    |    | 收錄在首張專輯《It's You & Elvis》 |
| 2016年 | 田亞霍 | 形同陌路               |    |    | 收錄在首張專輯《It's You & Elvis》 |
| 2016年 | 田亞霍 | It's You               |    |    | 收錄在首張專輯《It's You & Elvis》 |
| 2016年 | 田亞霍 | 打勾勾                 |    |    | 收錄在首張專輯《It's You & Elvis》 |
| 2016年 | 田亞霍 | 賞你一個痛快           |    |    | 收錄在首張專輯《It's You & Elvis》 |
| 2016年 | 田亞霍 | 不要再見面             |    |    | 收錄在首張專輯《It's You & Elvis》 |
| 2016年 | 田亞霍 | Summer                 |    |    | 收錄在首張專輯《It's You & Elvis》 |
| 2017年 | 李國毅 | 唯一                   |    |    | 電視劇《如朕親臨》插曲             |
| 2017年 | 田亞霍 | 你在哪                 |    |    | 未正式發行                         |
| 2017年 | 田亞霍 | 不想長大               |    |    |                                    |
| 2017年 | 田亞霍 | 我們不約               |    |    |                                    |
| 2017年 | 田亞霍 | 心好累                 |    |    |                                    |
| 2017年 | 田亞霍 | 都給你說就飽了         |    |    |                                    |
| 2017年 | 田亞霍 | 假想烏托邦             |    |    |                                    |
| 2017年 | 田亞霍 | 原來你的晚安不是要睡了 |    |    |                                    |
| 2017年 | 田亞霍 | 怎樣才罷休             |    |    |                                    |
| 2017年 | 田亞霍 | U & I                  |    |    |                                    |
| 2017年 | 田亞霍 | 瞌睡蟲                 |    |    |                                    |
| 2017年 | 田亞霍 | 過路人                 |    |    |                                    |
| 2017年 | 田亞霍 | 不要碰我肩膀           |    |    | 三天一首歌系列                     |
| 2017年 | 田亞霍 | 看屁阿鄉巴佬           |    |    | 三天一首歌系列                     |
| 2017年 | 田亞霍 | 你在大聲什麼           |    |    | 三天一首歌系列                     |
| 2018年 | 田亞霍 | 有個孩子               |    |    |                                    |
| 2019年 | 田亞霍 | UNHERO                 |    |    | 收錄在第二張個人專輯《UNHERO》     |
| 2019年 | 田亞霍 | 別想我放過你           |    |    |                                    |
| 2019年 | 田亞霍 | 我累了你淚了嗎         |    |    |                                    |
| 2019年 | 田亞霍 | 不想長大               |    |    |                                    |
| 2019年 | 田亞霍 | 回憶房客               |    |    |                                    |
| 2019年 | 田亞霍 | 朋友很簡單             |    |    |                                    |
| 2019年 | 田亞霍 | 你在哪                 |    |    |                                    |
| 2019年 | 田亞霍 | My Hero                |    |    |                                    |

### 合唱歌
- 2018年《過路人》w/蔡恩雨
- 2019年《是誰忍心刀了我》w/賴晏駒
- 2020年《愛你愛到無可救藥》w/徐凱希
- 2024年《我愛我》w/吳聖皓@麋先生
- 2024年《一百萬分的愛》w/劉品妡
- 2024年《天狗食月》w/李東軒
- 2024年《Gotta Runaway》w/賴晏駒
- 2025年《你根本不愛我》 w/兆群

### MV演出
- 2017年 陳睿纁-《胖是一種罪》

## 出席活動
- 2016年1月23至31日：《「我是田亞霍」簽唱會》 (1/23台北場，1/24高雄場，1/30台中場，1/30桃園場，1/31台南場)
- 2016年2月24日：《誠品浪漫相聚 -「我們的情人節」》活動
- 2016年3月19日：《我是田亞霍 愛永遠同樂會》
- 2016年5月14日：《2016芬園真水 綠美化宣導演唱會活動》
- 2016年5月15日：《金鑛咖啡台南北門門市一日專屬情人》活動
- 2016年5月15日：《田亞霍「It's You& Elvis」專輯-預購首日瘋》@西門町6號廣場
- 2016年12月10日：《2016毛起來愛流浪動物認養活動》@TOP CITY台中大遠百
- 2016年12月10日：《2016鹿港冬遊季演唱會》
- 2016年12月18日至2017年2月26日：《「It's You& Elvis」簽唱會》 (12/18台北場，12/25台中場，1/7中壢場，1/21台南場，2/19高雄場，2/26花蓮場)
- 2016年12月22日：《最強音最終站「2016 MTV亞洲大勢音樂演唱會」》
- 2017年2月4日：《金雞報喜 巨星見面會》@新光三越高雄左營店
- 2017年2月11日： 《「家家有愛 戶戶無暴」花田富貴祈福慶元宵》
- 2017年2月11日：《臺中2017媽祖「金雞鳴春迎元宵 百姓吉祥敬媽祖」元宵晚會》
- 2017年3月18日：《為愛發聲 - 318 世界唐氏症日公益演唱會》
- 2017年3月25日：《武郡山社頭清聖宮玄天上帝萬壽誔2017》
- 2017年4月8日：《2017林口花園夜市週年演唱派對》
- 2017年4月11日：《媽祖聖光仁海慈航大型直播演唱會》
- 2017年4月21日：《2017金門縣金寧鄉石蚵小麥文化季活動晚會》
- 2017年4月22日：《浪漫滿屋-中華綠色農業發展協會活動》
- 2017年5月17日：《溫馨五月大成歌星演唱會暨學生社團成果發表會》
- 2017年5月27日：《2017 Voice Up Concert讚聲演唱會》
- 2017年5月28日：《2017台北端午嘉年華與國際龍舟錦標賽開幕日》
- 2017年6月4日：《2017 hito流行音樂獎頒獎典禮》
- 2017年6月10日：《2017動紫大盛ELVIS TIAN田亞霍 Dancing Party》
- 2017年7月1日：《2017大安沙雕音樂季》
- 2017年7月8日：《音浪頭城 2017頭城海洋文化觀光季》
- 2017年7月9日：《2017夏戀嘉年華》
- 2017年7月8日：《音浪頭城-頭城海洋文化觀光季》
- 2017年7月13日：《2017彰化踏暴向前FUN青春記者會》
- 2017年7月15日：《2017踏暴向前FUN青春校園熱音比賽》
- 2017年7月23日：《田亞霍 It’s You & Elvis ² @台中Legacy》
- 2017年8月19日：《2017踏暴向前FUN青春鹿港鎮體育場搖滾音樂祭》
- 2017年8月26日：《金融消費熊安心評議近人熊好逗陣音樂會》
- 2017年8月27日：《2017桃園流行搖滾音樂趴》
- 2017年8月30日：《2017Quemoy國際海島音樂季》
- 2017年9月2日：《106年度守護健康衛你著想的巡迴宣傳活動》
- 2017年10月9日：《2017一起更好全民狂歡夜》
- 2017年10月14日：《巨龍再現幸福員林嘉年華》
- 2017年10月19日：《閃耀海科夢想起航第十一屆迎新晚會》
- 2017年10月21日：《好事愛花聲音樂日》
- 2017年11月25日：《苗栗音樂佳餚節》
- 2017年12月2日：《好朋友TT音樂節》
- 2017年12月24日：《Christmas PARTY耶誕金曲音樂派對》
- 2017年12月31日：《2017彰化公益慈善歲末聯歡晚會》
- 2018年1月26日：《蔡恩雨迷你演唱會》(嘉賓)
- 2018年3月2日：《2018媽祖國際觀光文化節元宵喜迎媽祖臨玉犬呈祥家家富元宵晚會》
- 2018年3月3日：《2018興大春蟄節》
- 2018年3月31日：《2018彰化縣埤頭鄉第一屆爆米香節》
- 2018年4月1日：《2018青年高級中學校慶演唱會》
- 2018年7月12日：《2018年花蓮夏戀嘉年華》
- 2018年7月14日：《王功漁火節絢麗煙火秀》
- 2018年7月21日：《彰翅逐夢青春飛揚晚會》
- 2018年7月22日：《2018金湖海灘花蛤季》
- 2018年7月28日：《2018柯夢波丹夏日比基尼派對》
- 2018年8月11日：《2018永安漁港星繽樂狂歡嘉年華》
- 2018年8月17日：《2018七夕成年禮晚會》
- 2018年8月20日：《華納兄弟Get Animated翻玩特展開幕記者會》
- 2018年9月22日：《107年社頭鄉中秋晚會城鎮之星看旺社頭閃耀之星中秋晚會》
- 2018年9月24日：《2018新北市平溪天燈節》
- 2018年9月25日：《2018鹿港冬遊季記者會》
- 2018年10月6日：《2018鹿港冬遊季港動心聲音演唱會》
- 2018年10月20日：《好事愛花聲音樂日》
- 2018年10月27日：《2018海島嘉年華》
- 2018年11月16日：《中華電信Hami video樂團新勢力 Live直播演唱會》
- 2018年12月31日：《2019就愛桃園擁抱美好跨年晚會》
- 2018年12月31日：《2019劍湖山金光閃閃跨年晚會》
- 2019年2月18日：《2019北港朝天宮元宵晚會》
- 2019年5月10日：《亞東英韻獎-第三屆英文歌唱比賽》(嘉賓)
- 2019年8月18至9月1日：《「UNHERO」簽唱會》 (8/18台北場，8/25花蓮場，8/31台中場，9/1台南+高雄場)
- 2019年11月16日：《2019竹北市烏魚好食節》
- 2019年12月21日：《2019聖誕好事集音樂會》
- 2019年12月22日：《彰化縣2019歲末活動卦山歲暮盛典天空音樂祭》
- 2019年12月31日：《2019-2020花蓮太平洋觀光節》
- 2020年8月22日：《2020大稻埕情人節》
- 2020年8月25日：《2020宜蘭情人節》
- 2021年3月30日：《TMUSA 32TH PRESENTS 春日音樂節》
- 2021年12月31日：《2021-2022花蓮太平洋觀光節跨年演唱會》
- 2022年8月28日：《2022台南將軍吼音樂節夕陽海風抒情演唱會》
- 2022年12月10日：《2022織襪芭樂節》
- 2023年6月22日：《2023鹿港慶端陽國際龍舟錦標賽》
- 2023年8月19日：《兒子噗噗2歲生日派對》
- 2023年9月23日：《2023迎風邀月慶中秋》
- 2023年12月16日：《山釀青春2023音樂祭流行音樂晚會》
- 2023年12月31日：《2024桃園星際城跨年晚會》
- 2024年5月4日：《2024田亞霍X生日音樂會》
- 2024年7月14日：《松菸夏日熱Soul祭》
- 2024年8月11日：《「浪」你聽見公益演唱會》
- 2024年10月12日：《2024台北 INFINITE 球鞋與潮流市集》
- 2024年10月21日：《2024臺北時裝週 Taipei Fashion Week》
- 2024年12月7日：《聖誕好事集音樂會》
- 2024年12月26日：《FIF打歌舞台 第五期「黎明曙光 The dawn of light」打歌舞台新年特別場》
- 2025年5月3日：《田亞霍 BIRTHDAY MUSIC PARTY 2025》
- 2025年6月8日：《Rakuten Monkeys「FUSO動紫趴」》

## 戲劇作品

### 短片
| 年份   | 頻道    | 名稱                                                |
| 2016年 | YouTube | 「哈哈台」-田亞霍告訴你世界最遠的現代情侶           |
| 2016年 | 播吧    | 「都會人生」-田亞霍私藏告白攻略 一句話搞12星座女    |
| 2017年 | 播吧    | 「都會人生」-保證笑慘！你家過年肯定也有這些情節上演 |
| 2017年 | Youtube | 「噪咖」-害羞男孩的困擾 只有你知道                  |

## 外部連結
- 田亞霍-Elvis的Facebook專頁
- 田亞霍的新浪微博
- 田亞霍的Instagram帳戶
- 田亞霍的Tiktok帳戶